# Wicko (Powiat Lęborski)
Wicko ['vit͡skɔ] (deutsch Vietzig, kaschubisch Wickò, slowinzisch Vjḯck) ist ein Dorf mit Sitz der gleichnamigen Landgemeinde im Powiat Lęborski der Woiwodschaft Pommern in Polen.

## Geographische Lage und Verkehr
Wicko liegt in Hinterpommern, etwa achtzehn Kilometer nördlich von Lębork (Lauenburg in Pommern) und zehn Kilometer südlich der Ostseestadt Łeba (Leba).

## Geschichte
Vietzig war in älterer Zeit ein Adelssitz gewesen. Im 18. Jahrhundert befand sich das Dorf im Besitz der Familie von Wussow. Um 1780 gab es in Vietzig: ein Vorwerk, sieben Bauern, sechs Kossäten, einen Gasthof, eine Schmiede und einen Schulmeister. Auf der Feldmark des Dorfs befand sich das Vorwerk Gorke mit einer Kuhpächterei und zwei Katen, Klein-Vietzig oder Wussowke genannt. Insgesamt gab es im Dorf 30 Feuerstellen (Haushalte). Besitzer des Dorfs um 1780 war George Lorenz von Wussow.
Bis 1945 gehörte Vietzig zum Landkreis Lauenburg i. Pom. im Regierungsbezirk Köslin der preußischen Provinz Pommern. Der Ort bildete mit den Gemeinden Gans (heute polnisch: Gęś) und Scharschow (Skarszewo) den Amtsbezirk Vietzig. Das zuständige Standesamt war das in Charbrow (1939–1945 Degendorf, heute Charbrowo), Amtsgerichtsbereich Lauenburg in Pommern.
Gegen Ende des Zweiten Weltkriegs wurde die Region im Frühjahr 1945 von der Roten Armee besetzt und anschließend – wie ganz Hinterpommern – unter polnische Verwaltung gestellt. Vietzig wurde von den Polen in Wicko umbenannt. Die deutsche Bevölkerung wurde bis etwa 1947 aus dem Ort vertrieben.
Wicko (Vietzig)gehört seit 1945 zum Powiat Lęborski der Woiwodschaft Pommern (bis 1998 Woiwodschaft Stolp). Es ist Amtssitz der Gmina Wicko. Im Ort leben etwa 700 Menschen.

## Kirche

### Evangelisch
Vor 1945 war der größte Teil der Einwohnerschaft Vietzigs evangelischer Konfession. Das Dorf hatte keine eigene Kirche – die stand in Charbrow (1939–1945 Degendorf, heute polnisch: Charbrowo), zu dessen Kirchspiel Vietzig zusammen mit Freist (Wrzeście), Labenz (Łebeniec), Nesnachow (Nieznachowo), Nieder- und Oberkomsow (Komaszewo), Roschütz (Roszczyce, mit eigener Kapelle), Scharschow (Skarszewo) und Speck (Gać) es gehörte.
Das Kirchspiel Charbrow lag im Kirchenkreis Lauenburg in Pommern im Ostsprengel der Kirchenprovinz Pommern der Kirche der Altpreußischen Union und zählte 1940 insgesamt 2846 Gemeindeglieder. Letzter deutscher Geistlicher war der Missionar der Berliner Missionsgesellschaft und Pfarrer Kurt Trowitzsch.
Seit 1945 sind die evangelischen Kirchenglieder in Wicko eine kleine Minderheit. Das zuständige Pfarramt ist jetzt das der Kreuzkirche in Słupsk (Stolp) in der Diözese Pommern-Großpolen der Evangelisch-Augsburgischen Kirche in Polen. Der nächste Kirchort ist Główczyce (Glowitz), wo ein ehemaliger Stall zu einem Kirchen- und Gemeindehaus umgebaut wurde.

### Katholisch
Vor 1945 lebten nur wenige katholische Kirchenglieder in Vietzig. Für sie war die Pfarrei in Lauenburg in Pommern zuständig, zu deren Kirche sie gehörten. Das änderte sich nach 1945: jetzt gehören sie zur Pfarrei Charbrowo (Charbrow), die in das Dekanat Łeba (Leba) im Bistum Pelplin in der Katholischen Kirche in Polen eingegliedert ist.

## Gmina Wicko
Die Landgemeinde Wicko umfasst eine Fläche von 216,08 km², was 30,56 % der Gesamtfläche des Powiat Lęborski entspricht. Die Gmina zählt 5462 Einwohner.
Im Westen bestimmt der Lauf der Łeba (Leba) den größten Teil der Gemeindegrenze. Im Norden reichen der große Jezioro Łebsko (Lebasee) und der kleinere Jezioro Sarbsko (Sarbsker See, 1939–1945 Sarsener See) in das Gemeindegebiet hinein.

## Verkehr
Wicko liegt am Kreuzungspunkt der Woiwodschaftsstraßen DW213 Celbowo (Celbau) – Krokowa (Krockow) – Słupsk (Stolp) und der DW214 Łeba – Lębork – Kościerzyna (Berent) – Warlubie (Warlubien). Die nächste Bahnstation ist Wrzeście (Freest) an der Staatsbahnlinie 229 Łeba–Lębork.

## Söhne und Töchter des Ortes
- Gustav Schalk (1848–1929), Lehrer und Schriftsteller.